# Bandera de Saint-Pierre i Miquelon
La bandera de Saint-Pierre i Miquelon està formada per un fons blau, sobre el qual s'hi troba dibuixat un vaixell groc (probablement el Grande Hermine, amb el qual Jacques Cartier va arribar a Saint-Pierre el 15 de juny de 1536). Al costat esquerre, hi ha tres petites banderes quadrades. De dalt a baix:
- La bandera del País Basc.
- L'ermini de la bandera de Bretanya, una regió que ocupa una península a la costa oest de França.
- Les armes de la regió francesa de Normandia.